# Kabinet-Soekiman
Het kabinet-Soekiman, soms ook genoemd kabinet-Soekiman-Soewirjo, was een Indonesisch kabinet in de jaren 1951-1952. Het kabinet werd geleid door minister-president Soekiman Wirjosandjojo en vicepremier Soewirjo.

## Achtergrond
Na de val van het kabinet-Natsir op 21 maart 1951 wees president Soekarno de voorzitter van de Volksvertegenwoordigingsraad, Sartono van de partij PNI, aan als formateur. Zijn pogingen om een kabinet te vormen van PNI en Masjoemi mislukten echter, en op 18 april gaf hij zijn opdracht terug aan de president.
De nieuwe formateurs werden Soekiman Wirjosandjojo (Masjoemi) en Sidik Djojosukarto (PNI), die wel kwamen tot een coalitie van deze twee partijen, aangevuld met enkele kleinere partijen: PIR, de Katholieke Partij (PK), de Arbeiderspartij (PB), Parkindo, Parindra en de Democratische Fractie (F.D.).
Net als het voorgaande kabinet-Natsir richtte het kabinet-Soekiman zich op vrede en veiligheid in de archipel, het verbeteren van de overheidsorganisatie en oplossing van de kwestie van West-Irian. Het was vrij onsuccesvol, onder andere door de opkomst van grootschalige corruptie in alle overheidslagen.
Binnen het kabinet en het parlement ontstond onenigheid over een overeenkomst die minister van Buitenlandse Zaken Achmad Soebardjo sloot met de Amerikaanse ambassadeur Horace Merle Cochran in het kader van de Amerikaanse Mutual Security Act (een opvolger van het Marshallplan). Deze samenwerking met de Verenigde Staten ging in tegen het onafhankelijke buitenlandse beleid, los van de twee machtsblokken van de Koude Oorlog, dat men voorstond. Op 21 februari 1952 stemde de Volksvertegenwoordigingsraad met een motie minister Soebardjo weg. Twee dagen later besloot het kabinet-Soekiman unaniem om in zijn geheel op te stappen.

## Samenstelling
| Nr. | Ministerspost                                              | Minister                                             | Minister                                            | Partij   |
| --- | ---------------------------------------------------------- | ---------------------------------------------------- | --------------------------------------------------- | -------- |
| 1   | Minister-president                                         |                                                      | Soekiman Wirjosandjojo                              | Masjoemi |
| 1   | Vicepremier                                                |                                                      | Soewirjo                                            | PNI      |
| 2   | Buitenlandse Zaken                                         |                                                      | Achmad Soebardjo                                    | Masjoemi |
| 3   | Binnenlandse Zaken                                         |                                                      | Iskak Tjokroadisurjo                                |          |
| 4   | Defensie                                                   |                                                      | Sewaka                                              | PIR      |
| 5   | Justitie                                                   |                                                      | Mohammad Yamin (tot 14 juni 1951)                   |          |
| 5   | Justitie                                                   | Mohammad Nasrun (vanaf 20 november 1951)             |                                                     |          |
| 6   | Informatie                                                 |                                                      | Arnold Mononutu                                     | PNI      |
| 7   | Financiën                                                  |                                                      | Jusuf Wibisono                                      | Masjoemi |
| 8   | Landbouw                                                   |                                                      | Suwarto                                             | PK       |
| 9   | Industrie en Handel (vanaf 19 mei 1951: Economische Zaken) |                                                      | Sujono Hadinoto (tot 16 juli 1951)                  | PNI      |
| 9   | Industrie en Handel (vanaf 19 mei 1951: Economische Zaken) |                                                      | Wilopo (vanaf 16 juli 1951)                         | PNI      |
| 10  | Transport                                                  |                                                      | Djoeanda Kartawidjaja                               |          |
| 11  | Openbare Werken en Energie                                 |                                                      | Ukar Bratakusumah                                   | PNI      |
| 12  | Arbeid                                                     |                                                      | Iskandar Tedjasukmana                               | PB       |
| 13  | Sociale Zaken                                              |                                                      | Sjamsoeddin                                         | Masjoemi |
| 14  | Onderwijs en Cultuur                                       |                                                      | Wongsonegoro                                        | PIR      |
| 15  | Godsdienst                                                 |                                                      | Wahid Hasjim                                        | Masjoemi |
| 16  | Gezondheid                                                 |                                                      | Johannes Leimena                                    | Parkindo |
| 17  | Ministers van Staat                                        |                                                      | Melkias Agustinus Pellaupessy (voor algemene zaken) | F.D.     |
| 17  | Ministers van Staat                                        |                                                      | Soeroso (voor werknemerszaken)                      | Parindra |
| 17  | Ministers van Staat                                        | Gondokusomo (vanaf 20 november 1951, voor landzaken) |                                                     |          |